# Noëlle Bucher
Noëlle Bucher (* 8. November 1985) ist eine Schweizer Politikerin (Grüne). Von 2019 bis 2021 war sie Mitglied des Luzerner Kantonsrats.

## Biografie
Bucher studierte an der Universität Luzern Gesellschafts- und Kommunikationswissenschaften mit Schwerpunkt Organisation und Wissen. Seit 2009 ist sie bei Interface Politikstudien tätig, einem privaten Forschungs- und Beratungsunternehmen. Als Projektleiterin ist sie dort für die Durchführung von Evaluationen in den Themenbereichen Migration, Integration, Chancengleichheit, Bildung und Gesundheit verantwortlich. Zudem berät sie in dieser Funktion die öffentliche Hand in strategischen und operativen Belangen.
Bucher hat drei Kinder und lebt in Luzern.

## Politik
Von 2012 bis 2019 war Bucher Mitglied des Grossen Stadtrats von Luzern (Legislative), ab 2016 als Präsidentin der Sozialkommission. Sie hat sich dabei unter anderem für eine bessere Vereinbarkeit von Beruf und Familie, Gleichstellung, nachhaltige Ernährung, Quartierpolitik, Integration und Sportförderung eingesetzt.
Im März 2019 wurde Bucher in den Luzerner Kantonsrat gewählt. In der Folge kündigte sie ihren Rücktritt aus dem Luzerner Stadtparlament per Ende August 2019 an. Das Amt als Kantonsrätin trat sie im Juni 2019 an, sie war Mitglied der Kommission Justiz und Sicherheit. 2021 trat sie aus beruflichen Gründen aus dem Kantonsrat zurück.
Bei den Schweizer Parlamentswahlen 2019 kandidiert Bucher für den Nationalrat.

## Ehrenamtliches Engagement
Bucher ist neben ihrem politischen Engagement Beirätin in den Vereinen Fanarbeit Luzern und Vicino Luzern.